# Дінь-Дінь
Дінь-Дінь, або Дінь (англ. Tinker Bell, Tink) — фея, з казки Дж. Баррі «Пітер Пен». Дінь-Дінь є однією з найвідоміших казкових фей. Зріст феї Дінь-Дінь — 13 см.

## Образ феї Дінь-Дінь
Дінь-Дінь описується автором як фея, яка любить лагодити всякого роду мідні речі (чашки, каструлі і т. д.) з чого, власне, і походить її оригінальне ім'я Tinker Bell. Характер у Дінь-Дінь часом буває мстивий і жорстокий, але в цілому, вона — перша подруга і помічниця Пітера Пена (ймовірно, це результат її романтичних почуттів до Пітера). Як і всі феї, Дінь може померти, якщо близькі люди перестануть вірити в фей.
З точки зору звичайної людини, літаюча Дінь-Дінь виглядає як яскрава червона крапка, замість людського голосу у неї — дзвін дзвіночка, проте автором вона зображена у вигляді юної дівчини.
Роль Дінь-Дінь на екрані виконували: 
- Вірджинія Браун Фейр (фільм Герберта Бренона «Пітер Пен», 1924),
- Катерина Черченко (радянський фільм «Пітер Пен», 1987),
- Джулія Робертс (фільм Стівена Спілберга «Капітан Крюк», 1991)
- Людівін Саньє (фільм «Пітер Пен», 2003),
- Роуз МакАйвер (серіал «Якось у казці», 2013).

У 1953 році вийшов мультфільм Волта Діснея «Пітер Пен». Багато хто вважав, що Дісней писав образ Дінь з Мерилін Монро. Однак сам Дісней потім зізнавався, що прообразом Дінь-Дінь була Маргарет Керрі, тому що в пору, коли створювався мультфільм «Пітер Пен», Мерилін Монро ще практично ніхто не знав.
Бронзова статуя Дінь-Дінь розташована в Лондоні. Автор — скульптор Дайермуд Байрон О'коннор, який створив її за дорученням дитячого госпіталю Грейт-Ормонд-Стріт, якому Дж. Баррі передав права на свої персонажі. Фігурка Дінь-Дінь була додана до більш ранньої статуї Пітера Пена. Розміри цієї статуї 24 сантиметра (розмах крил) на 18 сантиметрів (у висоту). Це найменша статуя-фігурка в Лондоні. Міні-статуя була відкрита 29 вересня 2005 року принцесою Софією з графства Вессекс.
На додаток до перших ілюстрацій Артура Рекхема незабутні образи феї створили також Брайан Фроуде і Марі Пті

## Діснеївський образ Дінь-Дінь
Дінь в інтерпретації Волта Діснея одягнена в сукню (до рівня стегон), зшите з світло-зелених листків, жовті трусики і черевички з помпонами. У такому вигляді, розкидає пилок феї Дінь-Дінь стала свого роду логотипом — образом самої компанії Волта Діснея. Крім того, вона постійно фігурувала в диснеївських мультиплікаційних серіалах «Мишачий будинок» («House of Mouse»), а також у різних відеоіграх.
Пізніше вийшла серія книг-розповідей про Дінь-Дінь. Авторка перших з цих книг — американська казкарка Гейл Карсон Левін. Після чого був створений цілий ряд «фейских оповідань».
У фейских оповіданнях у Дінь-Дінь є кілька друзів: наприклад, гороб'ячий чоловічок на ім'я Теренс, фея води Рені. В офіційному продовження казки Дж. Баррі, Дінь-Дінь закохується в ельфа на ім'я Літаючий Вогник. Після того, як Літаючий Вогник здійснює подвиг, вони з Дінь-Дінь одружуються.
В нинішній час зображення Дінь-Дінь можна відшукати на численних плакатах, годинниках, дверях спалень, капелюшках, майках, парасольках і навіть на кільцях і кулонах на намисті. Випускається також ряд товарів для дівчаток з емблемою у вигляді феї Дінь-Дінь. На відміну від інших жіночих персонажів Діснея, Дінь-Дінь не принцеса, а фея (але тим не менш, до речі, вона була включена в лінію «Принцеси Діснея»).
У більшості картин Дінь-Дінь не має звичайного людського голосу. Тим не менш, восени 2008 року побачив світ повнометражний комп'ютерний мультфільм, присвячений цій героїні — там вона вперше на екрані заговорила. Після цього в прокат вийшли друга і третя частини: «Феї: Загублений скарб» і «Феї: Фантастичний порятунок».
Всього на даний момент вийшло 7 мультфільмів про Дінь-Дінь: «Феї», «Феї: Загублений скарб», «Феї: Фантастичний порятунок», «Феї: Турнір долини фей», «Феї: Таємниця зимового лісу», «Феї: Таємниця піратського острова» і «Феї: Легенда про Загадкового Звіра»
У цих фільмах у відважної Дінь-Дінь безліч друзів, більшість з яких не включено в серію «Пітер Пен».

### Діснеївські мультфільми з Дінь-Дінь
- Пітер Пен
- Пітер Пен 2: Повернення в Нетландію
- Феї
- Феї: Загублений скарб
- Феї: Чарівний порятунок
- Феї: Таємниця зимового лісу
- Феї: Таємниця піратського острова
- Турнір долини фей
- Феї: Легенда про Загадкового Звіра
- Джейк і пірати Нетландії

## Дінь-Дінь в радянському фільмі «Пітер Пен»
Всупереч традиції, у фільмі Нечаєва роль Дінь виконує маленька дівчинка (Катерина Черченко). На відміну від першоджерела, саме Дінь-Дінь повернула Венді і братів додому, поки вся команда Пітера Пена спала.

## Дінь-Дінь у фільмі «Капітан Крюк»
У даному фільмі роль феї була виконана Джулією Робертс.

## Вплив на реальний світ
В честь Дінь-Дінь названо мікроскопічну комаху з групи хальцид довжиною менше 0,25 мм — Tinkerbella nana.